# The $1,000,000 Chance of a Lifetime
The $1,000,000 Chance of a Lifetime foi um game show estadunidense apresentado por Jim Lange entre 6 de janeiro de 1986 e 11 de setembro de 1987. O programa de entretenimento tinha como objetivo premiar um participante com um milhão de dólares se acertasse todas as perguntas corretamente, o ganhador foi Cheryl Gilmore.